# L'Hôpital
För matematikern, se Guillaume François Antoine l'Hospital, för den matematiska regeln uppkallad efter honom se L'Hôpitals regel.
L'Hôpital är en kommun i departementet Moselle i regionen Grand Est (tidigare regionen Lorraine) i nordöstra Frankrike. Kommunen ligger i kantonen Saint-Avold 2e Canton som tillhör arrondissementet Forbach. År 2022 hade L'Hôpital 5 179 invånare.

## Befolkningsutveckling
Antalet invånare i kommunen L'Hôpital
| Referens: INSEE |